# フランソワ・セヴラン・マルソー
フランソワ・セヴラン・マルソー（François Séverin Marceau, 1769年3月1日 - 1796年9月21日）は、フランス革命戦争期に活躍したフランスの軍人・将軍 。

## ギャラリー

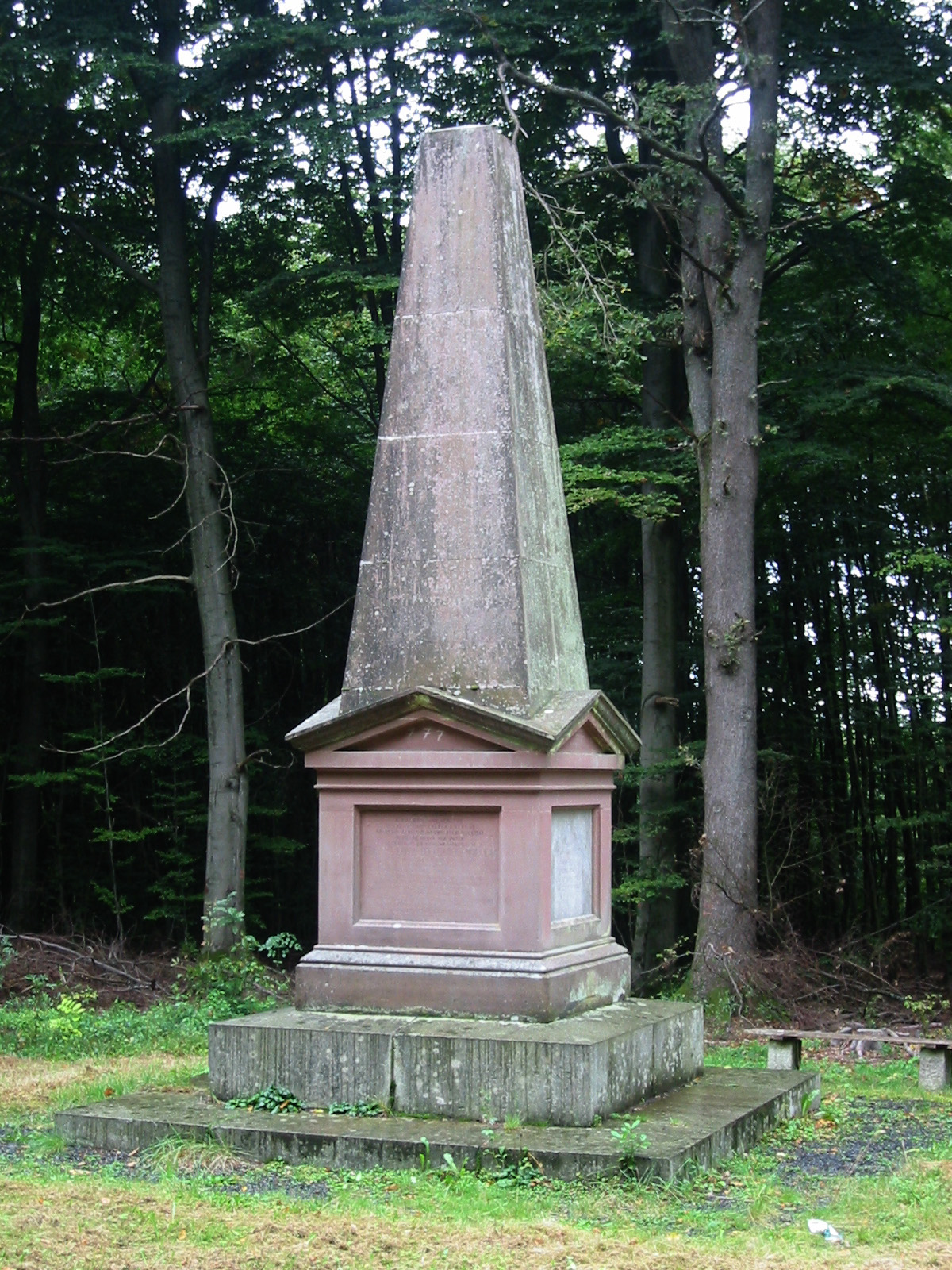
マルソー将軍記念碑 (ヘヒステンバッハ)
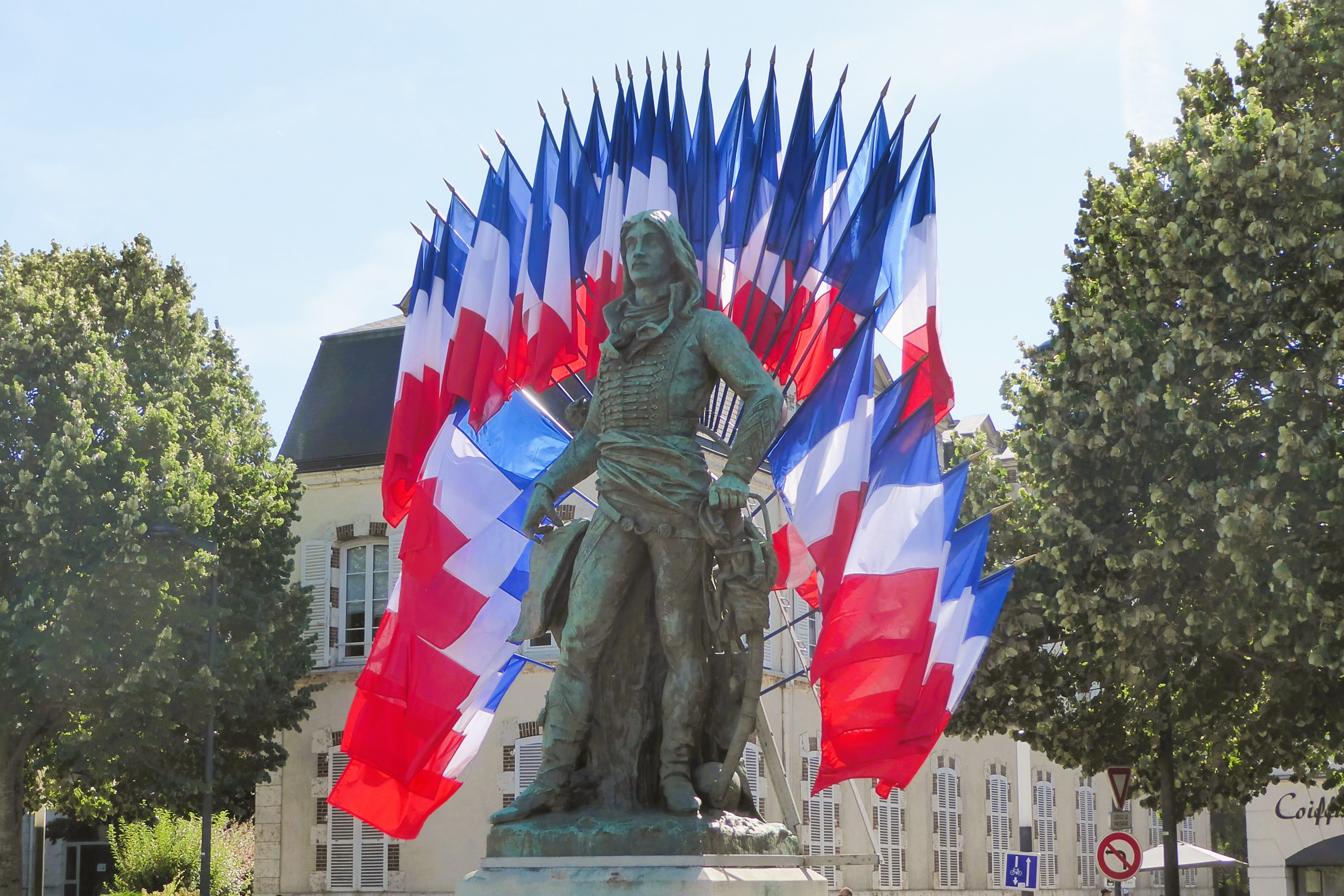
マルソー将軍の像 (シャルトル)
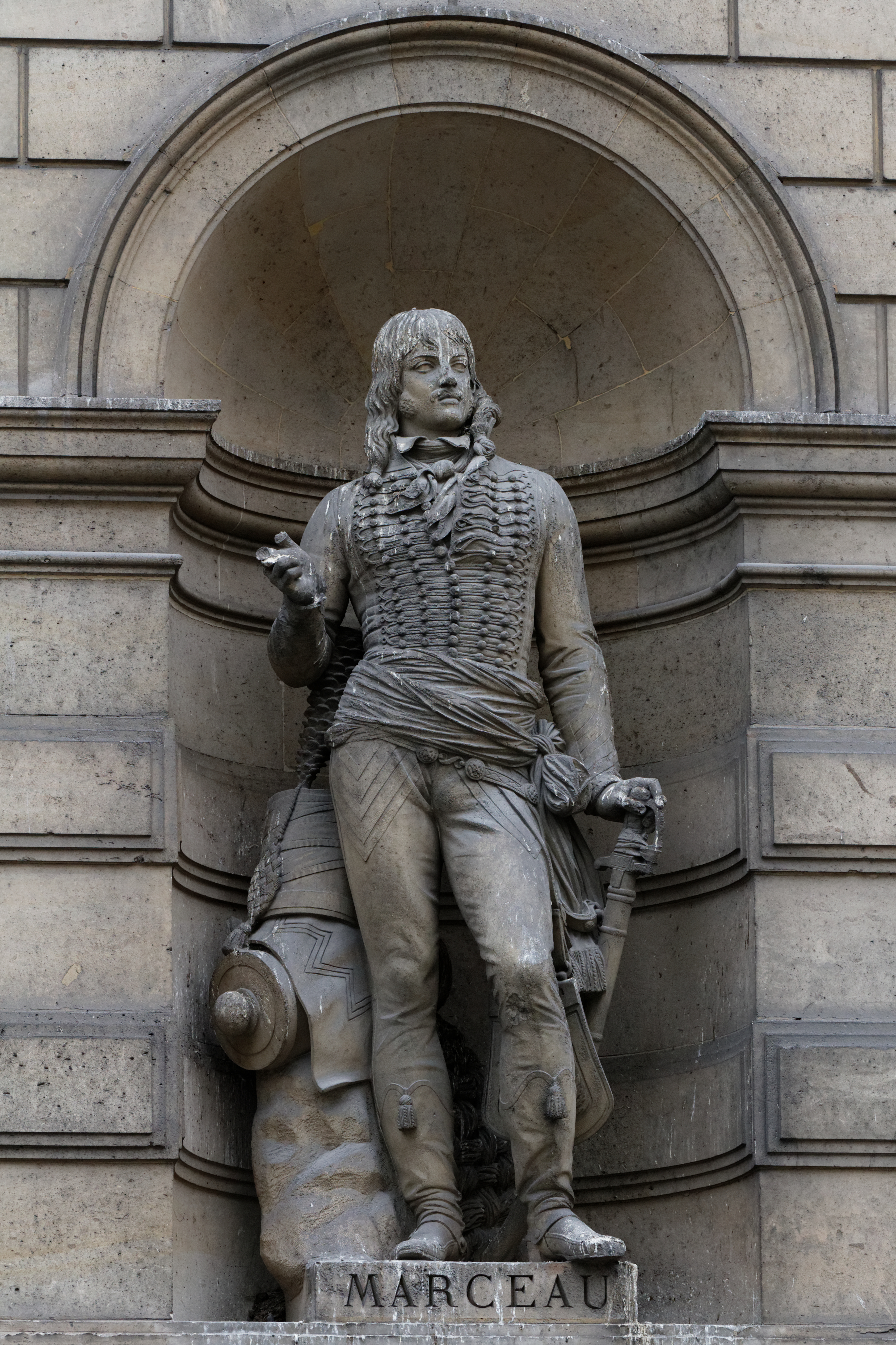
マルソー将軍の像 (ルーヴル宮殿)

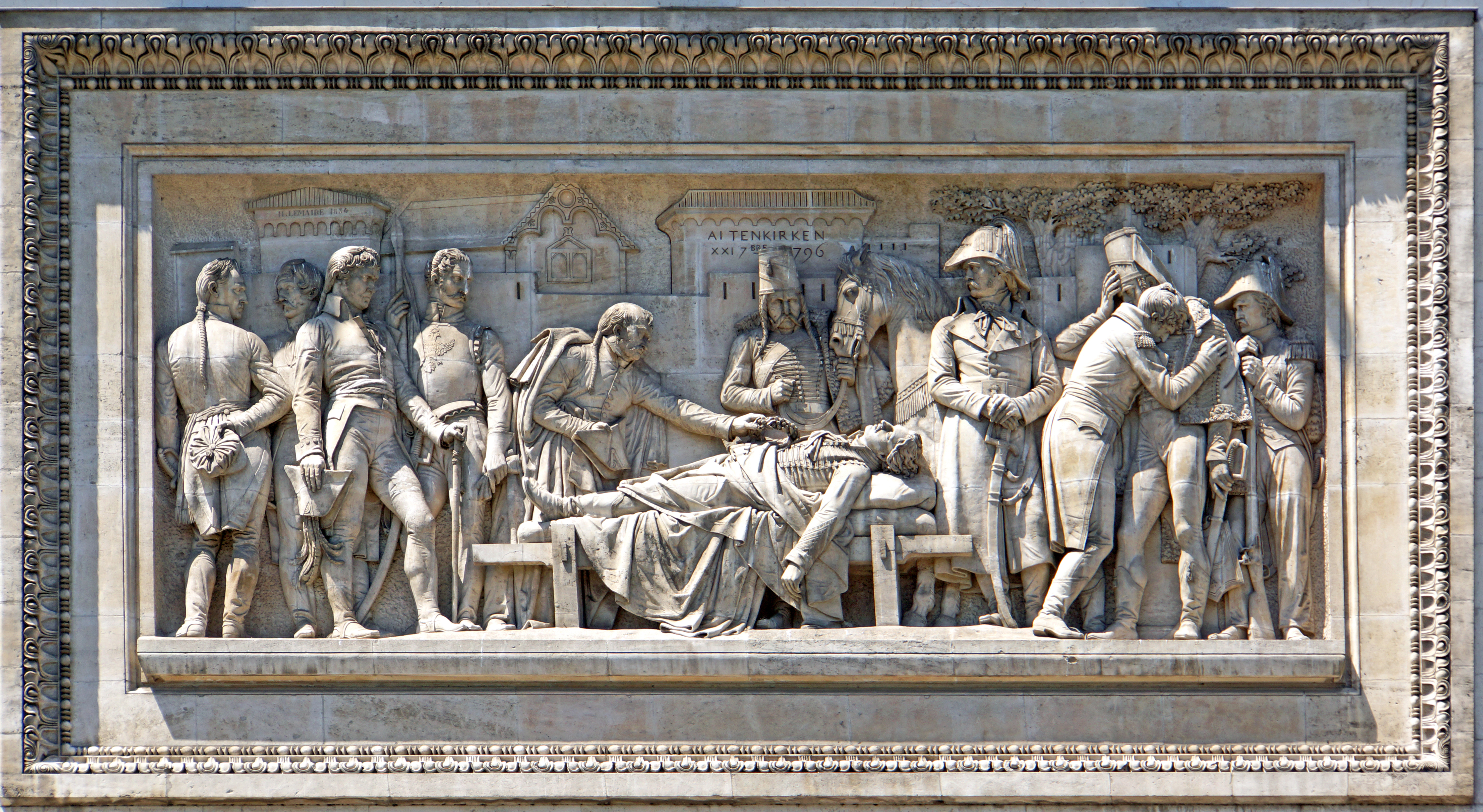
マルソー将軍の葬儀 (エトワール凱旋門)
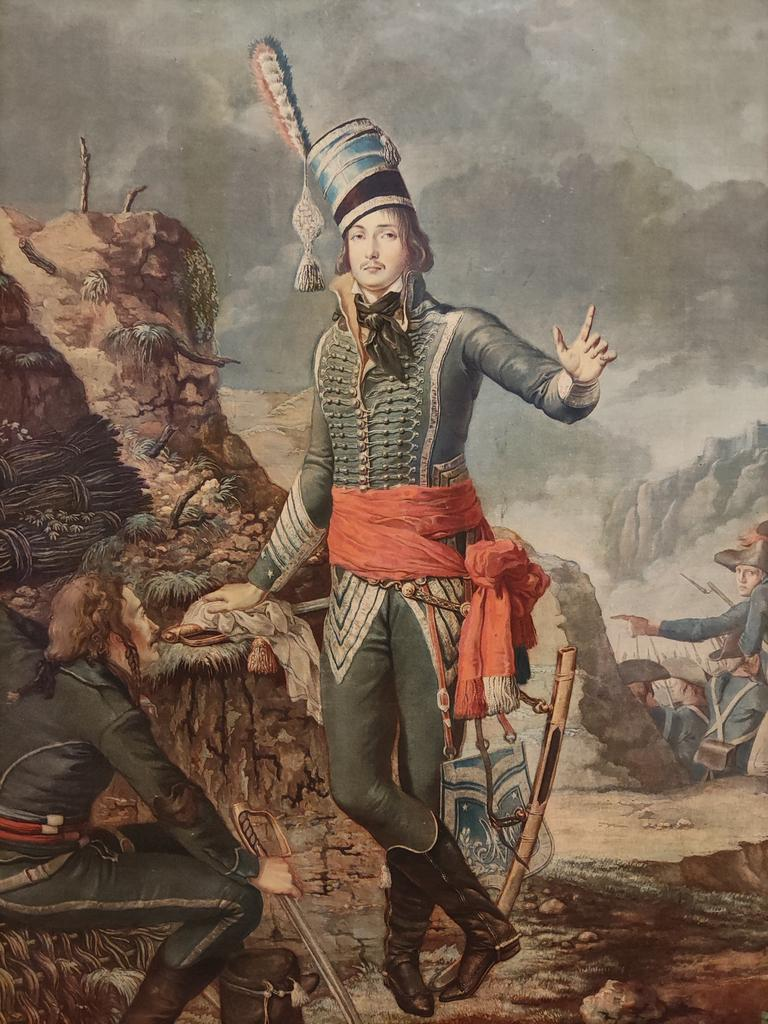
フランソワ・セヴラン・マルソ
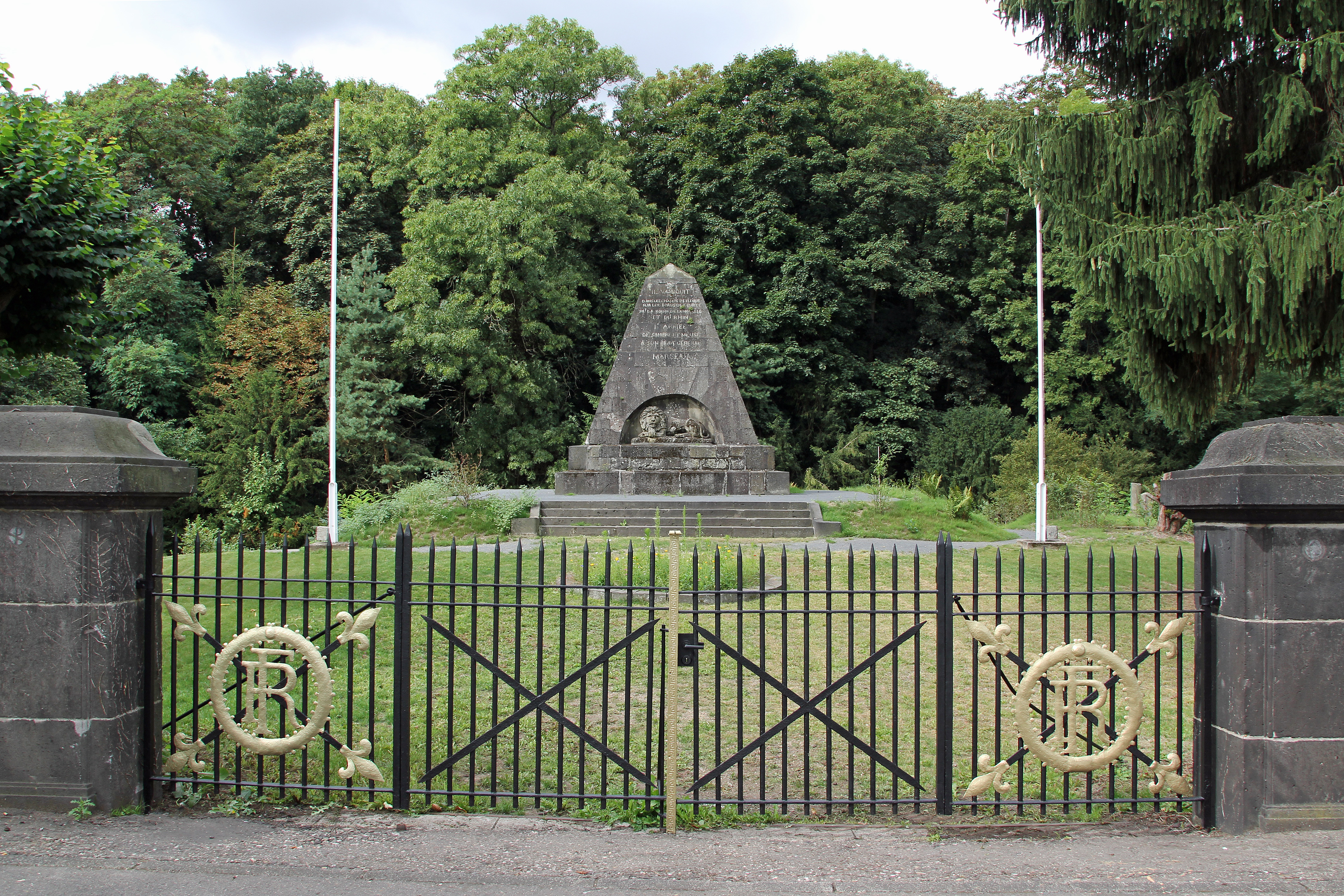
マルソー将軍記念碑 (コブレンツ)